# Shizuko Gō
Shizuko Gō (japanisch 郷 静子 Gō Shizuko, wirklicher Name Yamaguchi Michiko (山口 三千子); geboren 20. April 1929 Stadtbezirk Nishi in Yokohama, Präfektur Kanagawa; gestorben 30. September 2014 im Stadtbezirk Kōnan in Yokohama) war eine japanische Schriftstellerin.

## Leben und Legende
Shizuko Gō wurde 1929 in Yokohama geboren. Sie besuchte die höhere Mädchenschule Utsumi. Nach dem Krieg erkrankte sie an Tuberkulose. Dennoch besuchte sie eine Schule für japanische Literatur der Literaturgesellschaft Neues Japan, wo sie von dem Schriftsteller Noma Hiroshi beeinflusst wurde. Danach beteiligte sich Gō an der Literaturzeitschrift Yokohama Bungaku (横浜文学). 
1972 veröffentlichte sie in der Zeitschrift Bungakukai ihren Roman Requiem, für den sie den Akutagawa-Preis erhielt. Der Roman, für den sie bis heute in Japan bekannt ist, schildert das Leid und Schicksal von Mädchen und Frauen im Krieg am Beispiel der 16-jährigen Hauptfigur Setsuko Ōizumi, die sterbend in einem Luftschutzbunker anhand ihres Notizbuches, Briefen und Retrospektiven in einem Zwiegespräch mit ihrer jüngeren Klassenkameradin Naomi Niwa die Gräuel des Krieges Revue passieren lässt.
2014 starb sie in einem Krankenhaus im Stadtbezirk Kōnan in Yokohama im Alter von 85 Jahren.

## Werke
- 1973 Ein Requiem (れくいえむ), übersetzt von Jürgen Berndt, Orlanda Frauenverlag, 1988, ISBN 3-351-01299-3
- 1975 Iro no nai e (色のない絵)
- 1975 Chiisana umi to sora (小さな海と空)
- 1976 Waga ie no doronko kyōiku (わが家の泥んこ教育)
- 1979 Yūzora harete (夕空晴れて)
- 1980 Yomigaeru kisetsu (よみがえる季節)
- 1982 Onna no ikikata shufu sakka no nichinichi (女の生きかた 主婦作家の日々)
- 1982 Watashi no Yokohama (わたしの横浜)
- 2003 Sōmō (草莽)